# Varenstreepzwam
De varenstreepzwam (Rhopographus filicinus) is een schimmel behorend tot de bitunicate ascomyceten. Hij komt voor op bladstelen van varens (Pteridium).

## Kenmerken

### Uiterlijke kenmerken
De vruchtlichamen bestaan uit zwarte langewerpige vlekken van 2-5 × 1-1,5 mm die zich onder de epidermis vormen en bij rijpheid opzwellen tot kleine blaasjes. Hierin vormen zich asci met sporen.

### Microscopische kenmerken
De asci zijn breed elliptisch-zakvormig en meten 70-88 × 20-26 µm. De ascosporen zijn gerangschikt in 3-4 rijen. Ze zijn elliptisch gebogen, glad, lichtbruin, in volgroeide toestand 3 tot 7-voudig gesepteerd, ingesnoerd bij de septen en meten 30-35 × 7-8. Parafysen zijn onbekend.

## Verspreiding
In Nederland komt de varenstreepzwam algemeen voor. Hij staat niet op de rode lijst en is niet bedreigd.